# Os tribasilare
Das Os tribasilare („Grundbein“) ist ein Schädelknochen, der durch das Zusammenwachsen des Körpers des Keilbeins (Corpus ossis sphenoidalis) und des basalen Anteils des Hinterhauptbeins (Pars basilaris ossis occipitalis) an der Schädelbasis entsteht. Die beiden Knochen sind bei Kindern durch eine Knorpelhaft (Synchondrose), die Synchondrosis spheno-occipitalis, verbunden. Zur Pubertät verknöchert diese (Synostose), so dass zwischen 18. und 25. Lebensjahr ein einheitlicher Knochen entsteht. Dieser bildet den Clivus der hinteren Schädelgrube. Entwicklungsgeschichtlich und vergleichend-anatomisch handelt es sich beim Os tribasilare aber um zwei Knochen.